# Capo Mitra
Capo Mitra (in norvegese Kapp Mitra) è un rilievo montuoso di 393 m di altezza a sud-ovest di Scoresbyfjellet, ed a sud di Mitrahalvøya, nella Terra di Alberto I nell'isola Spitsbergen, la maggiore dell'Arcipelago delle Isole Svalbard.
Capo Mitra è un punto notevole per la navigazione marittima ed aerea della regione Nord delle Isole Svalbard ed è parte integrante del Parco Nazionale del Nord-Ovest dell'isola Spitsbergen, nell'estremità della penisola di Mitra a nord del Kongsfjorden e del Kvadehuken nella penisola di Brøgger più a sud.